# さつま町
さつま町（さつまちょう）は、鹿児島県の中北部、内陸地域に位置する町。薩摩郡に属し、県内の町村では最多の人口を擁する。

## 地理
鹿児島県の中北部の内陸地域に位置する。
- 川：川内川
- 山：烏帽子岳・紫尾山
- ダム：鶴田ダム

### 気候
| さつま柏原（1991年 - 2020年）の気候 | さつま柏原（1991年 - 2020年）の気候 | さつま柏原（1991年 - 2020年）の気候 | さつま柏原（1991年 - 2020年）の気候 | さつま柏原（1991年 - 2020年）の気候 | さつま柏原（1991年 - 2020年）の気候 | さつま柏原（1991年 - 2020年）の気候 | さつま柏原（1991年 - 2020年）の気候 | さつま柏原（1991年 - 2020年）の気候 | さつま柏原（1991年 - 2020年）の気候 | さつま柏原（1991年 - 2020年）の気候 | さつま柏原（1991年 - 2020年）の気候 | さつま柏原（1991年 - 2020年）の気候 | さつま柏原（1991年 - 2020年）の気候 |
| 月                                  | 1月                                 | 2月                                 | 3月                                 | 4月                                 | 5月                                 | 6月                                 | 7月                                 | 8月                                 | 9月                                 | 10月                                | 11月                                | 12月                                | 年                                  |
| ----------------------------------- | ----------------------------------- | ----------------------------------- | ----------------------------------- | ----------------------------------- | ----------------------------------- | ----------------------------------- | ----------------------------------- | ----------------------------------- | ----------------------------------- | ----------------------------------- | ----------------------------------- | ----------------------------------- | ----------------------------------- |
| 最高気温記録 °C （°F）              | 23.2 (73.8)                         | 24.7 (76.5)                         | 26.4 (79.5)                         | 30.1 (86.2)                         | 33.0 (91.4)                         | 35.3 (95.5)                         | 37.2 (99)                           | 38.1 (100.6)                        | 36.1 (97)                           | 32.9 (91.2)                         | 28.4 (83.1)                         | 24.2 (75.6)                         | 38.1 (100.6)                        |
| 平均最高気温 °C （°F）              | 11.6 (52.9)                         | 13.2 (55.8)                         | 16.7 (62.1)                         | 21.5 (70.7)                         | 25.7 (78.3)                         | 27.7 (81.9)                         | 31.6 (88.9)                         | 32.6 (90.7)                         | 30.0 (86)                           | 25.3 (77.5)                         | 19.6 (67.3)                         | 13.9 (57)                           | 22.5 (72.5)                         |
| 日平均気温 °C （°F）                | 5.9 (42.6)                          | 7.2 (45)                            | 10.5 (50.9)                         | 15.1 (59.2)                         | 19.4 (66.9)                         | 22.9 (73.2)                         | 26.7 (80.1)                         | 27.2 (81)                           | 24.3 (75.7)                         | 18.8 (65.8)                         | 13.1 (55.6)                         | 7.8 (46)                            | 16.6 (61.9)                         |
| 平均最低気温 °C （°F）              | 0.7 (33.3)                          | 1.5 (34.7)                          | 4.6 (40.3)                          | 8.9 (48)                            | 13.8 (56.8)                         | 19.1 (66.4)                         | 23.1 (73.6)                         | 23.2 (73.8)                         | 19.9 (67.8)                         | 13.4 (56.1)                         | 7.4 (45.3)                          | 2.3 (36.1)                          | 11.5 (52.7)                         |
| 最低気温記録 °C （°F）              | −10.8 (12.6)                        | −7.7 (18.1)                         | −5.3 (22.5)                         | −1.9 (28.6)                         | 2.7 (36.9)                          | 8.2 (46.8)                          | 16.2 (61.2)                         | 15.4 (59.7)                         | 8.7 (47.7)                          | 2.0 (35.6)                          | −2.8 (27)                           | −6.3 (20.7)                         | −10.8 (12.6)                        |
| 降水量 mm （inch）                  | 83.6 (3.291)                        | 122.5 (4.823)                       | 175.0 (6.89)                        | 214.4 (8.441)                       | 238.6 (9.394)                       | 618.6 (24.354)                      | 463.4 (18.244)                      | 278.9 (10.98)                       | 255.9 (10.075)                      | 106.4 (4.189)                       | 108.1 (4.256)                       | 97.3 (3.831)                        | 2,762.7 (108.768)                   |
| 平均降水日数 （≥1.0 mm）            | 9.4                                 | 9.7                                 | 12.3                                | 10.8                                | 9.9                                 | 16.5                                | 13.9                                | 12.5                                | 10.8                                | 7.7                                 | 9.0                                 | 8.9                                 | 131.4                               |
| 平均月間日照時間                    | 128.3                               | 139.1                               | 166.0                               | 177.6                               | 180.0                               | 111.2                               | 175.2                               | 195.6                               | 165.3                               | 186.6                               | 157.0                               | 136.6                               | 1,919.4                             |
| 出典1：Japan Meteorological Agency  |                                     |                                     |                                     |                                     |                                     |                                     |                                     |                                     |                                     |                                     |                                     |                                     |                                     |
| 出典2：気象庁                       |                                     |                                     |                                     |                                     |                                     |                                     |                                     |                                     |                                     |                                     |                                     |                                     |                                     |

### 隣接市町村
- 薩摩川内市
- 伊佐市
- 出水市
- 霧島市
- 姶良市
- 姶良郡湧水町

### 大字
| 地域名 | 大字 |
| ------ | --- |
| 宮之城 | 旭町・柊野・久富木・白男川・田原・時吉・轟町・泊野・虎居・虎居町・西新町・平川・広瀬・二渡・船木・宮之城屋地・山崎・湯田 |
| 鶴田   | 柏原・神子・紫尾・鶴田                                                                                                   |
| 薩摩   | 求名・中津川・永野 |

## 歴史

### 近現代
- 1889年（明治22年）4月1日 町村制施行により、現在の町域にあたる以下の村が発足。
  - 南伊佐郡鶴田村・山崎村・佐志村・宮之城村・永野村・大村（飛地部分のみ）
- 1896年（明治29年）3月29日 郡制施行により、南伊佐郡が薩摩郡に編入される。
- 1919年（大正8年）7月1日 宮之城村が町制施行。宮之城町となる。
- 1922年（大正11年）4月1日 宮之城町の一部を分離し、求名村が発足。
- 1949年（昭和24年）2月1日 大村の一部を分離し、中津川村が発足。
- 1953年（昭和28年）11月3日 山崎村が町制施行。山崎町となる。
- 1954年（昭和29年）10月15日 宮之城町・佐志村が対等合併し、新町制による宮之城町が発足。
- 1954年（昭和29年）12月1日 永野村・求名村・中津川村が対等合併し、薩摩町が発足。
- 1955年（昭和30年）4月1日 宮之城町・山崎町が対等合併し、新町制による宮之城町が発足。
- 1963年（昭和38年）4月1日 鶴田村が町制施行。鶴田町となる。
- 2005年（平成17年）3月22日 宮之城町・鶴田町・薩摩町が対等合併し、さつま町が発足。
- 2006年（平成18年） 鹿児島県北部豪雨災害が発生。宮之城屋地や虎居地区などが浸水被害を受ける。

## 経済
町内に本社を置く主要企業
- アロン電機

町内に工場を置く主要企業
- 日本特殊陶業

## 行政

### 歴代町長
井上章三 2005年 - 2009年
日高政勝 2009年 - 2021年
上野俊市  2021年 -

### 町の行政機関
- 町長：上野俊市
- 町議会議員：16人
- 町役場本庁（旧宮之城町役場）
  - 鶴田支所（旧鶴田町役場）
  - 薩摩支所（旧薩摩町役場）

### 県の行政機関
- 鹿児島県北薩地域振興局農林水産部さつま町駐在
- 鹿児島県警察：さつま警察署（旧宮之城警察署）

### 国の行政機関
- 鹿児島労働局公共職業安定所宮之城出張所
- 九州森林管理局北薩森林管理署
- 九州地方整備局鶴田ダム管理所

## 地域

### 人口
| |                                          |  |
| さつま町と全国の年齢別人口分布（2005年） | さつま町の年齢・男女別人口分布（2005年） |  |
| ■紫色 ― さつま町 ■緑色 ― 日本全国 | ■青色 ― 男性 ■赤色 ― 女性                |  |
| さつま町（に相当する地域）の人口の推移 \| 1970年（昭和45年） \| 35,005人 \| \| \| 1975年（昭和50年） \| 31,589人 \| \| \| 1980年（昭和55年） \| 30,650人 \| \| \| 1985年（昭和60年） \| 30,284人 \| \| \| 1990年（平成2年） \| 29,063人 \| \| \| 1995年（平成7年） \| 28,141人 \| \| \| 2000年（平成12年） \| 27,331人 \| \| \| 2005年（平成17年） \| 25,688人 \| \| \| 2010年（平成22年） \| 24,109人 \| \| \| 2015年（平成27年） \| 22,400人 \| \| \| 2020年（令和2年） \| 20,243人 \| \| |                                          |  |
| 総務省統計局 国勢調査より |                                          |  |
| 1970年（昭和45年） | 35,005人                                 |  |
| 1975年（昭和50年） | 31,589人                                 |  |
| 1980年（昭和55年） | 30,650人                                 |  |
| 1985年（昭和60年） | 30,284人                                 |  |
| 1990年（平成2年） | 29,063人                                 |  |
| 1995年（平成7年） | 28,141人                                 |  |
| 2000年（平成12年） | 27,331人                                 |  |
| 2005年（平成17年） | 25,688人                                 |  |
| 2010年（平成22年） | 24,109人                                 |  |
| 2015年（平成27年） | 22,400人                                 |  |
| 2020年（令和2年） | 20,243人                                 |  |

### 教育

#### 高等学校

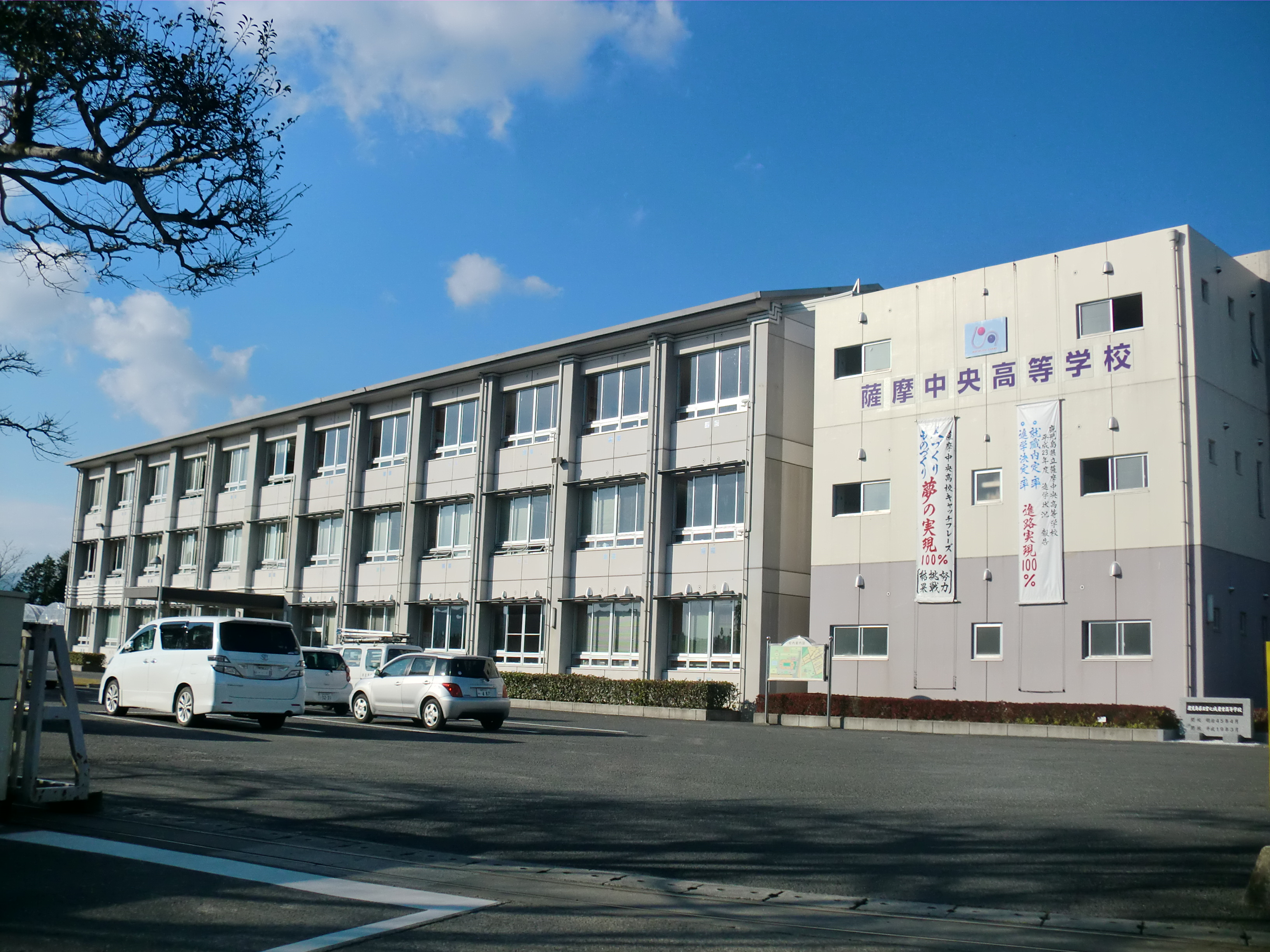
鹿児島県立薩摩中央高等学校

#### 中学校

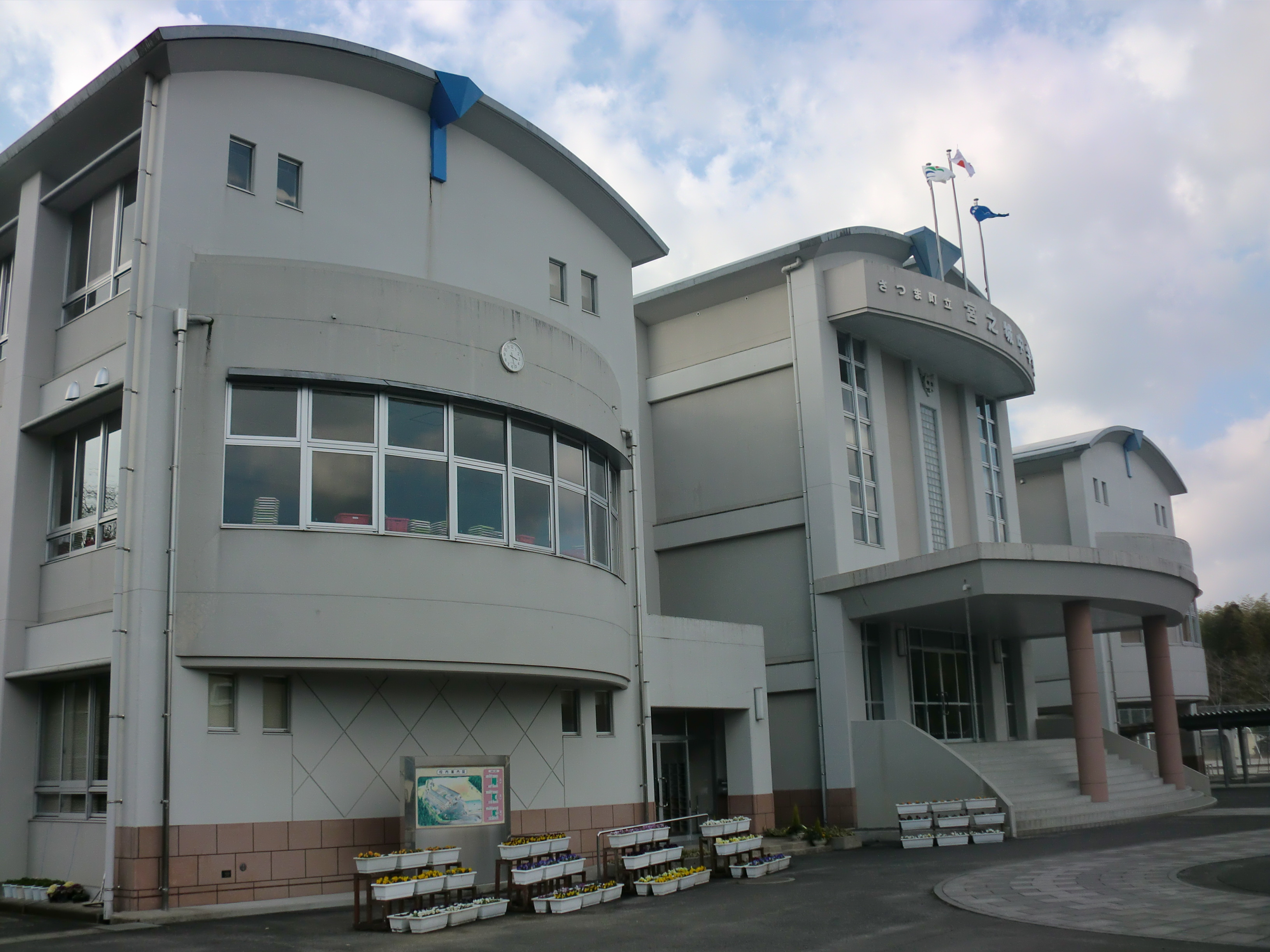
さつま町立宮之城中学校
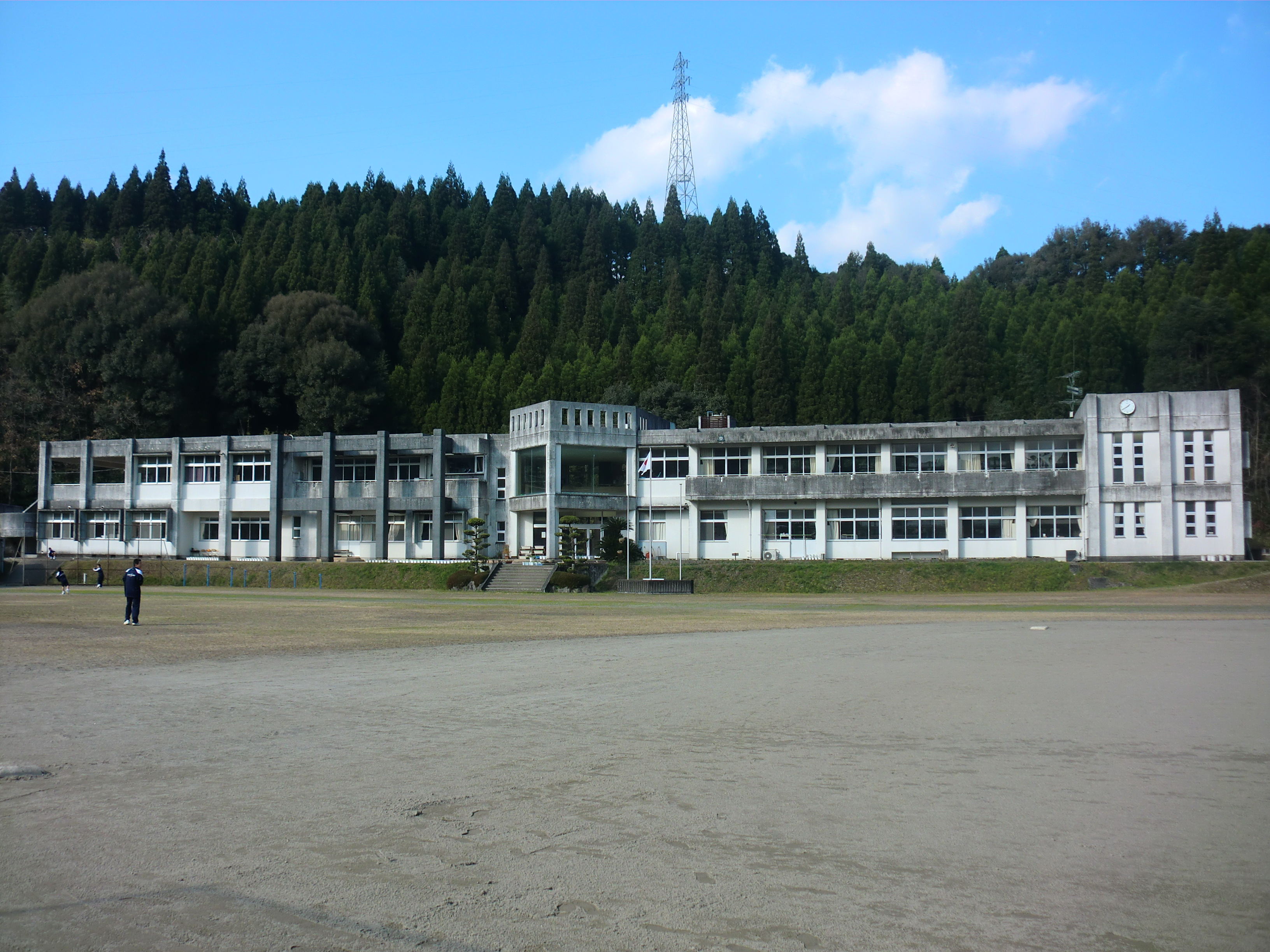
さつま町立山崎中学校 （2019年3月31日閉校）
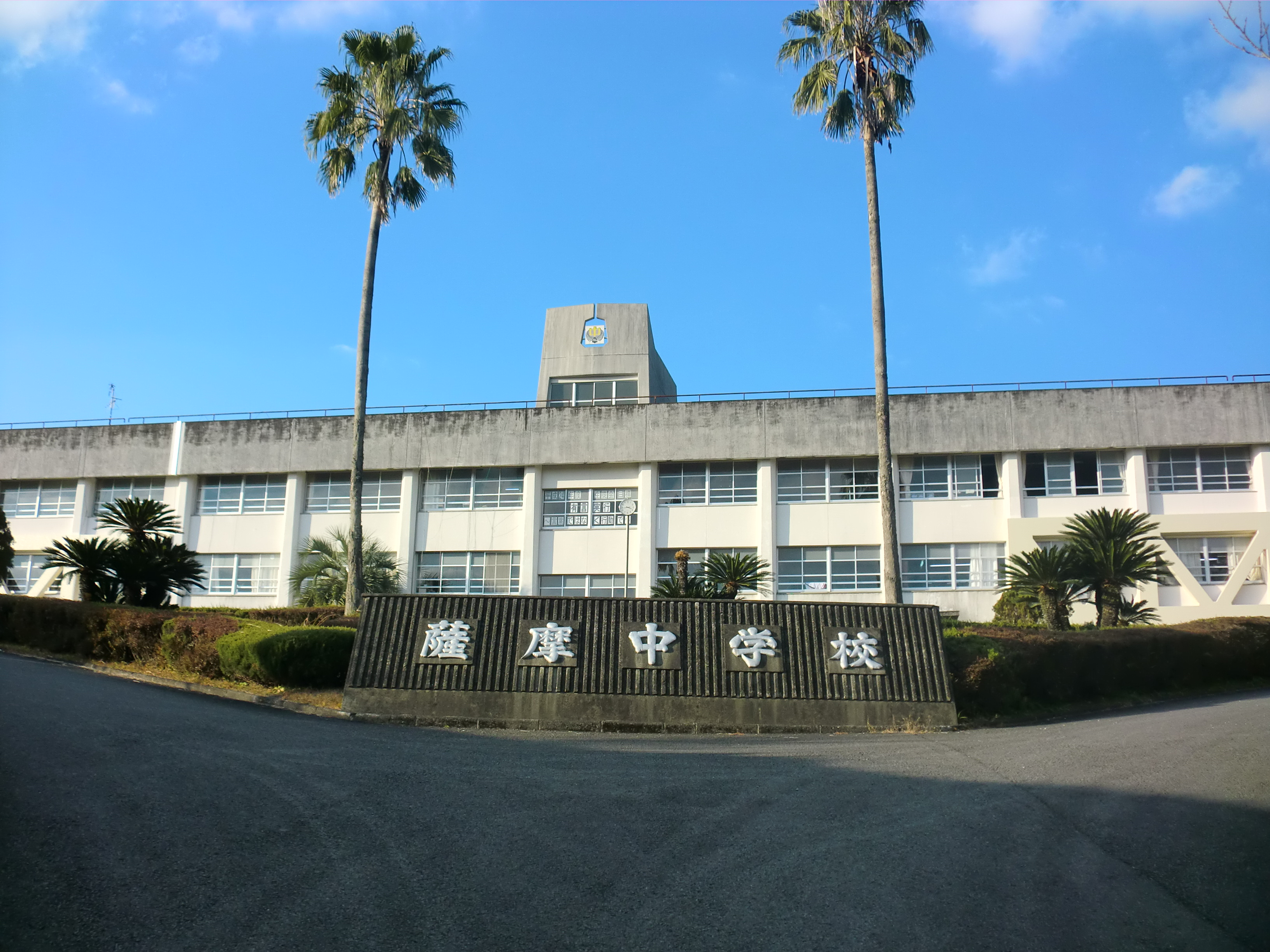
さつま町立薩摩中学校 （2019年3月31日閉校）
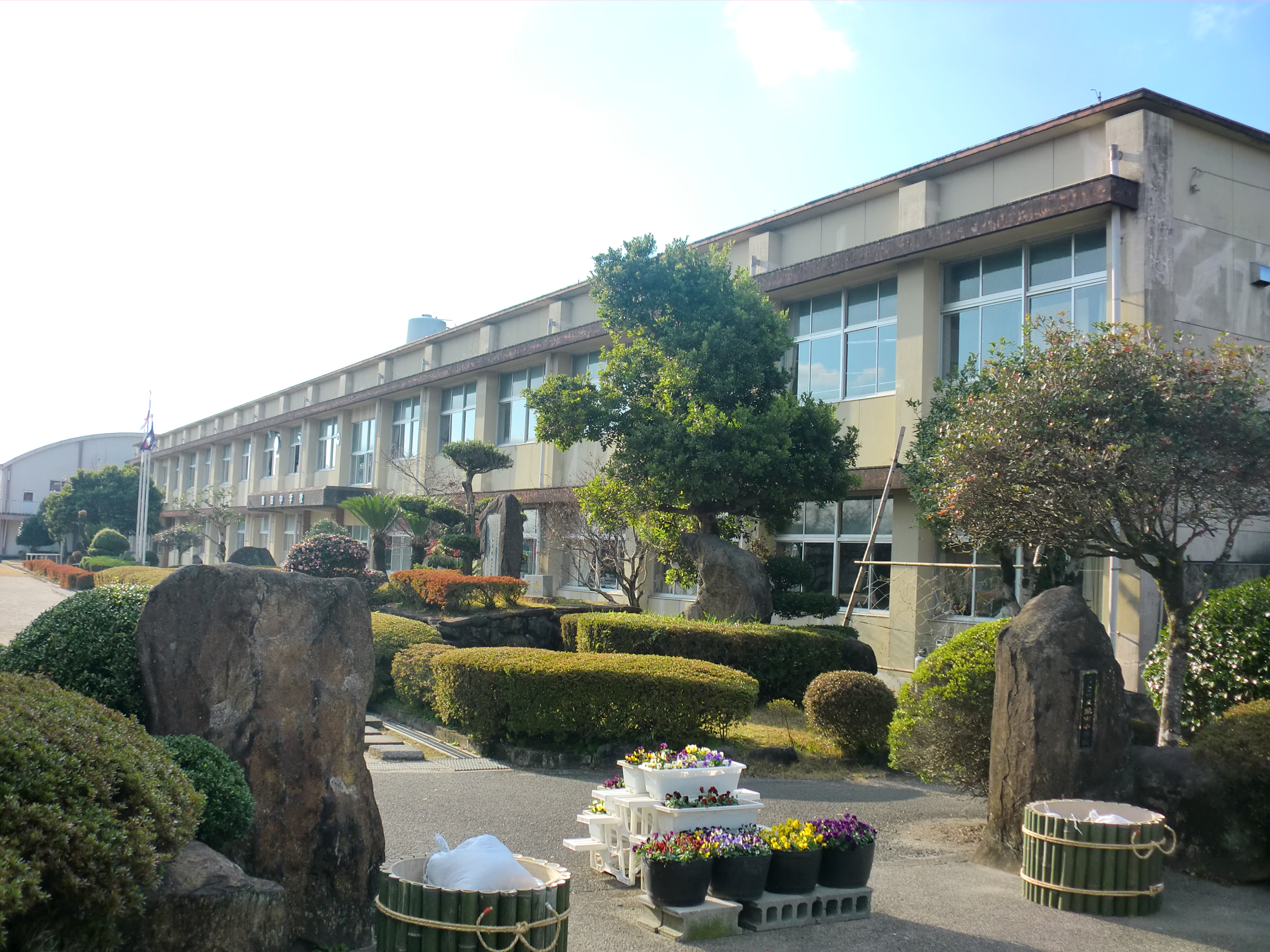
さつま町立鶴田中学校 （2019年3月31日閉校）

#### 小学校

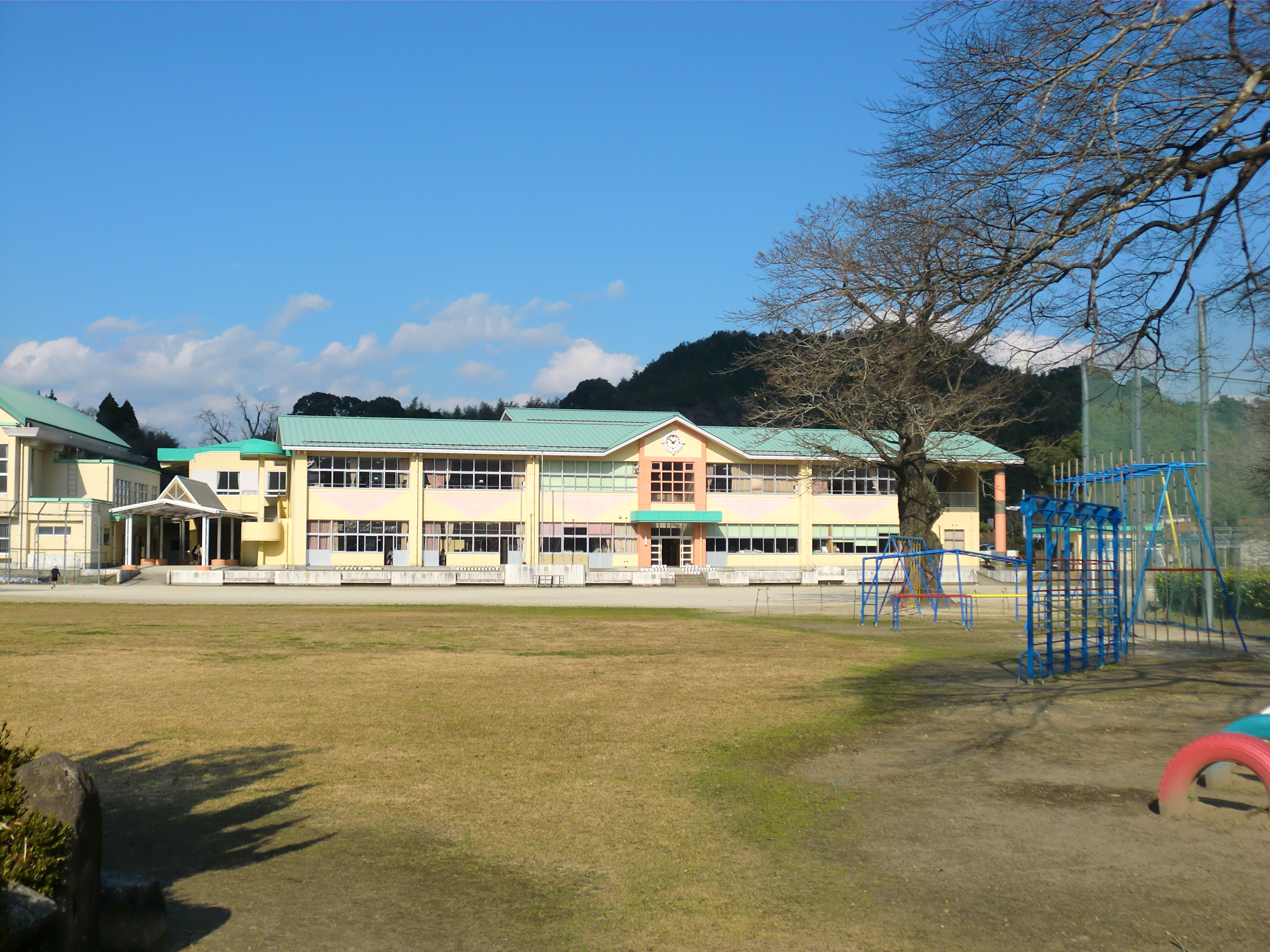
さつま町立山崎小学校
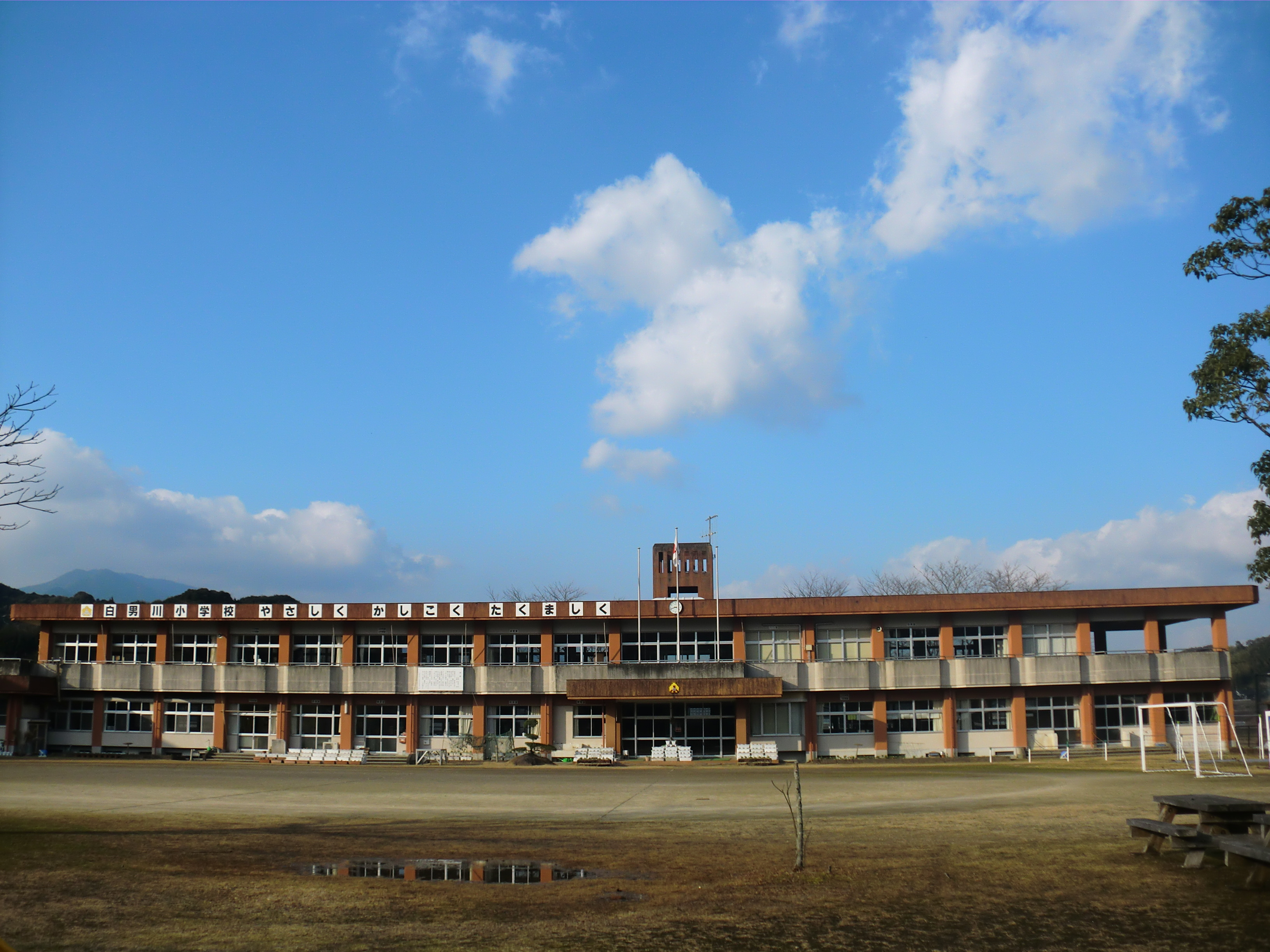
さつま町立白男川小学校 （2016年3月31日閉校）
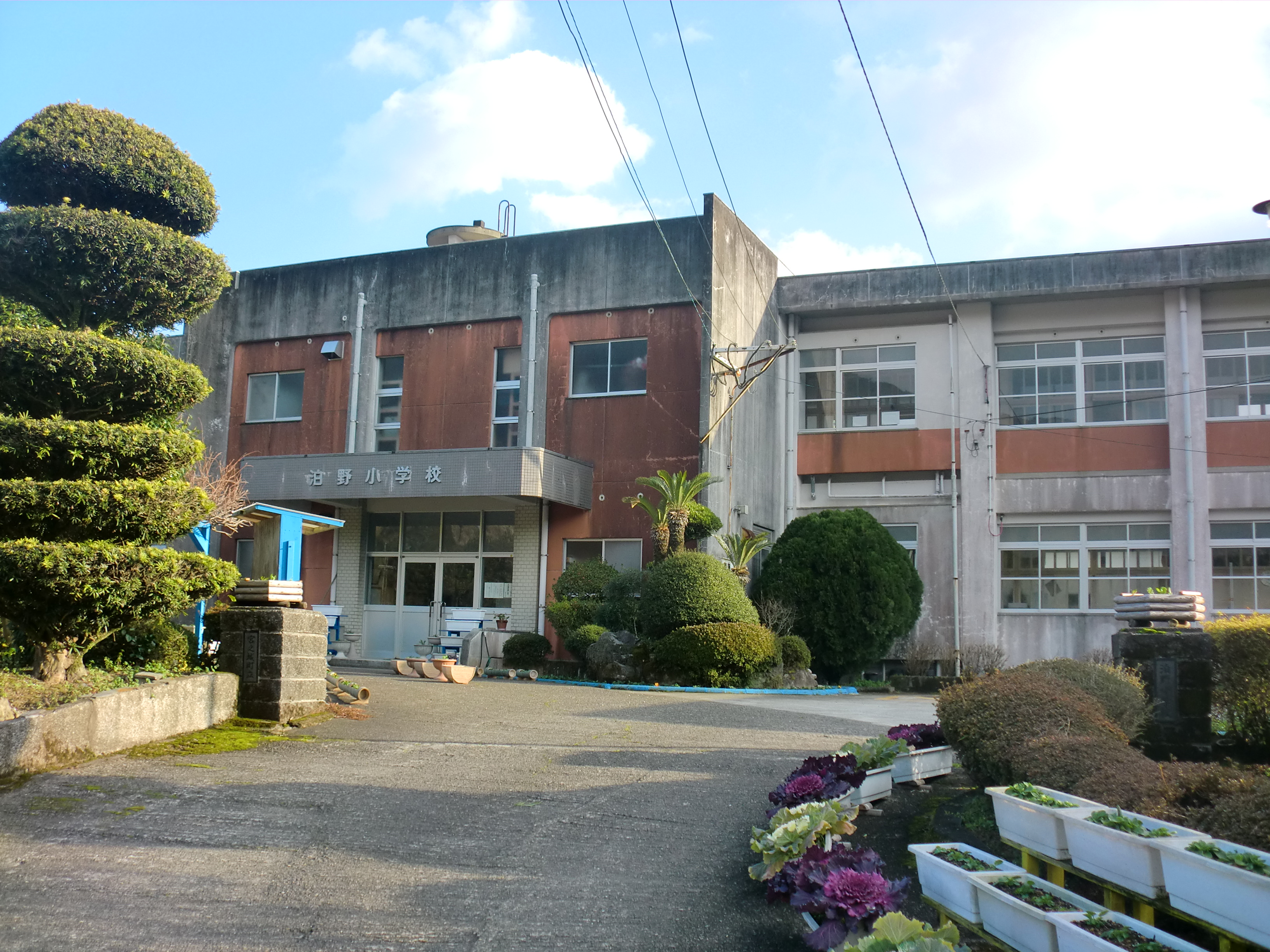
さつま町立泊野小学校 （2016年3月31日閉校）
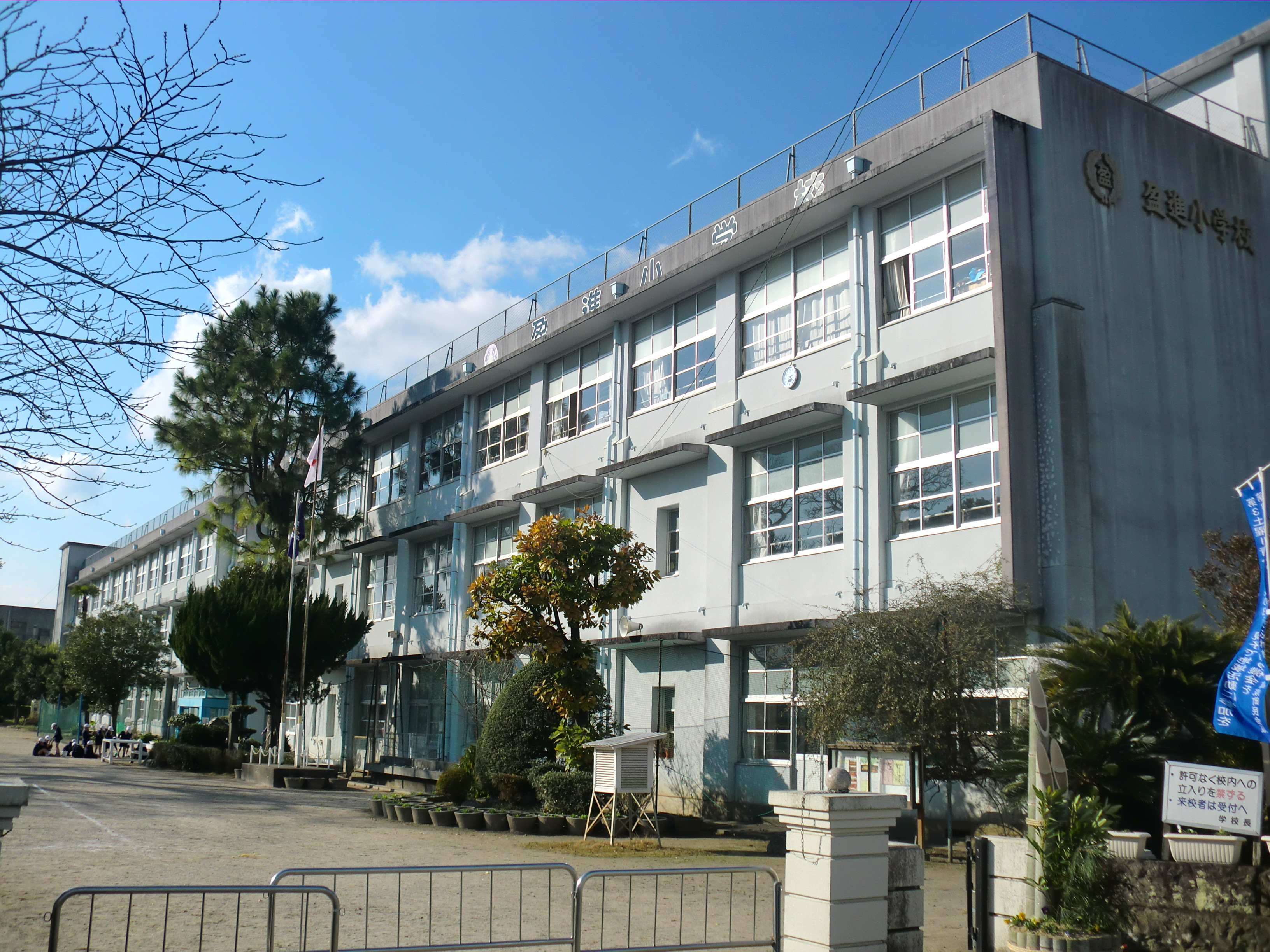
さつま町立盈進小学校
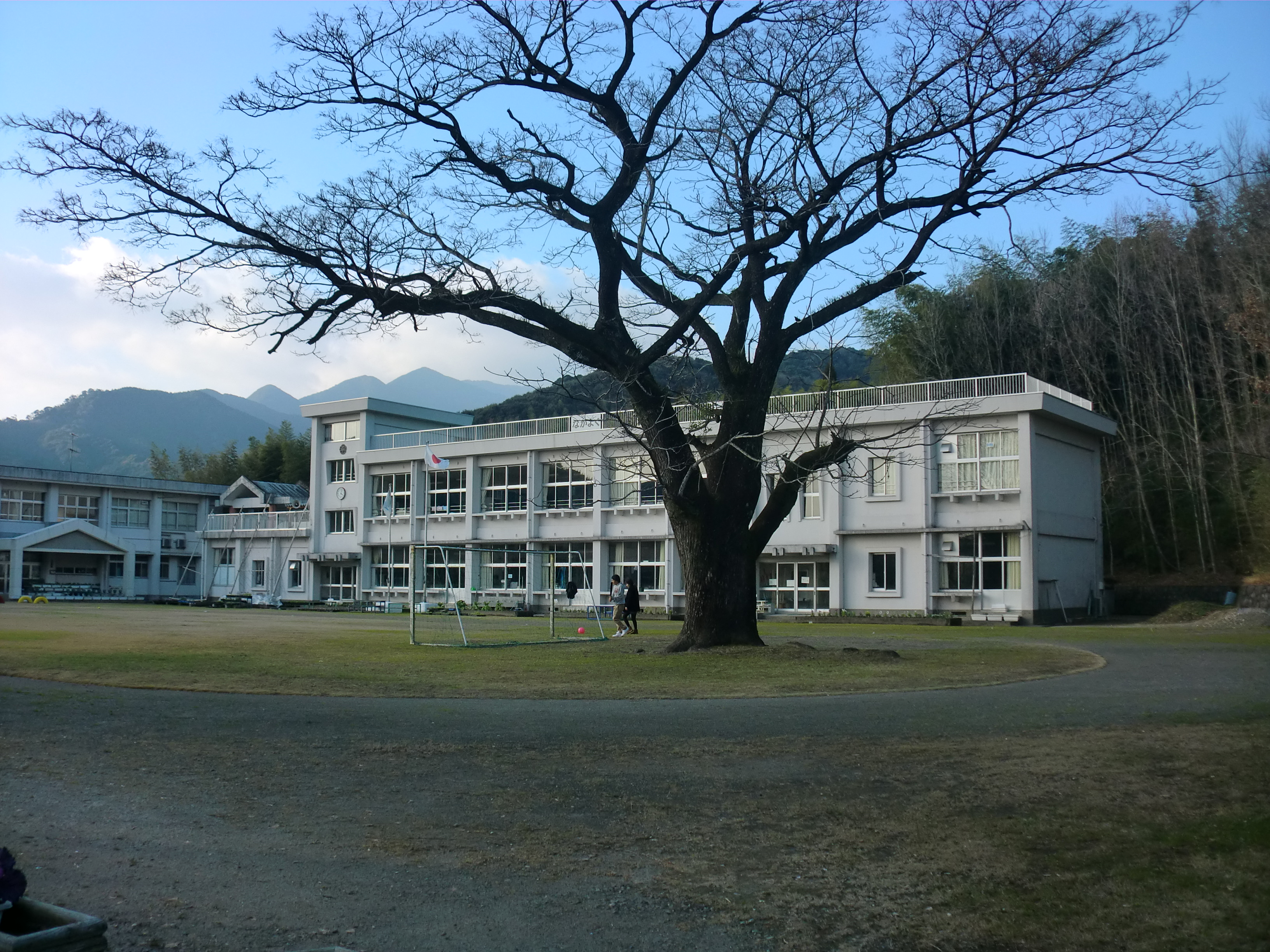
さつま町立平川小学校 （2016年3月31日閉校）
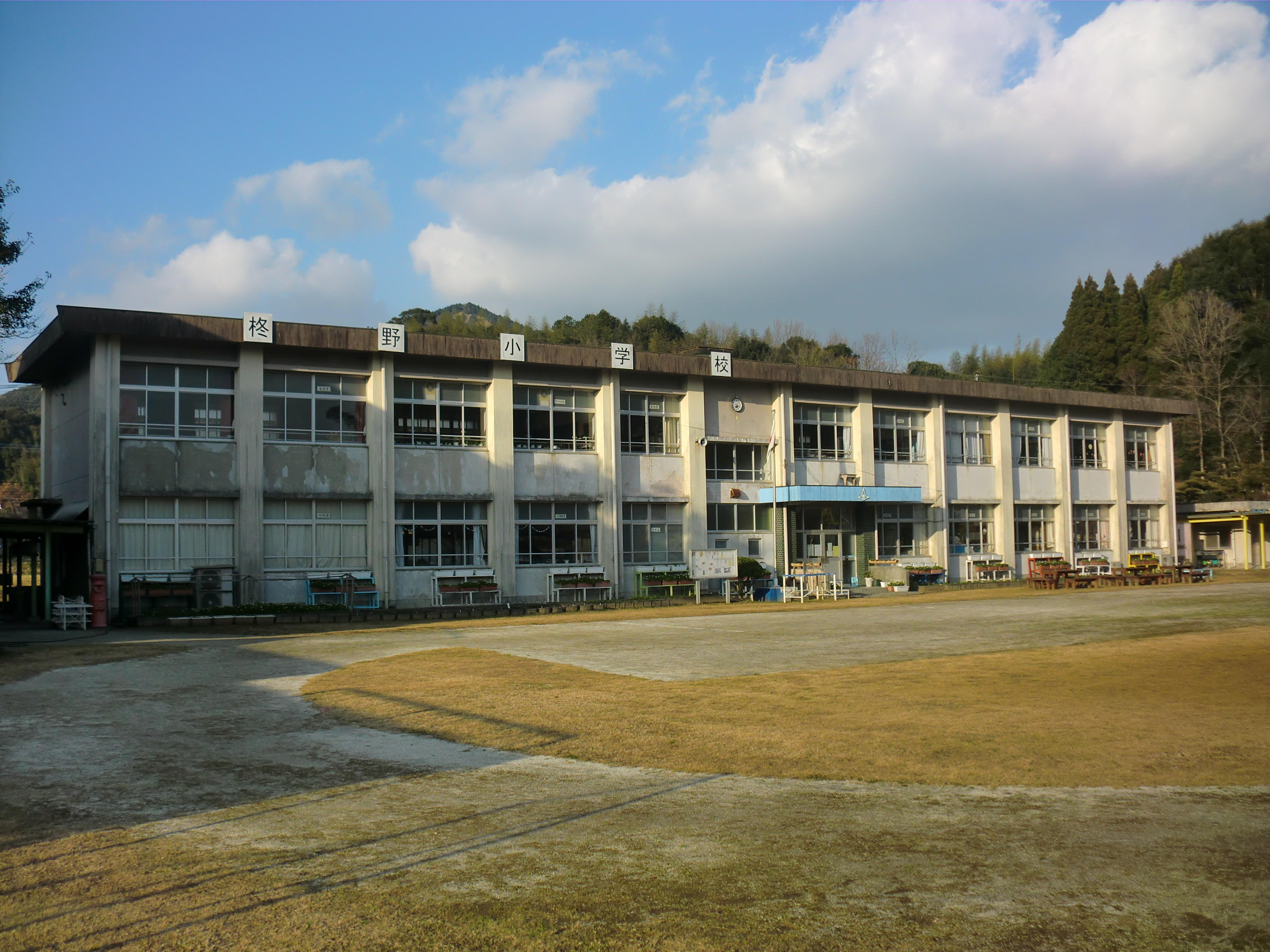
さつま町立柊野小学校 （2016年3月31日閉校）
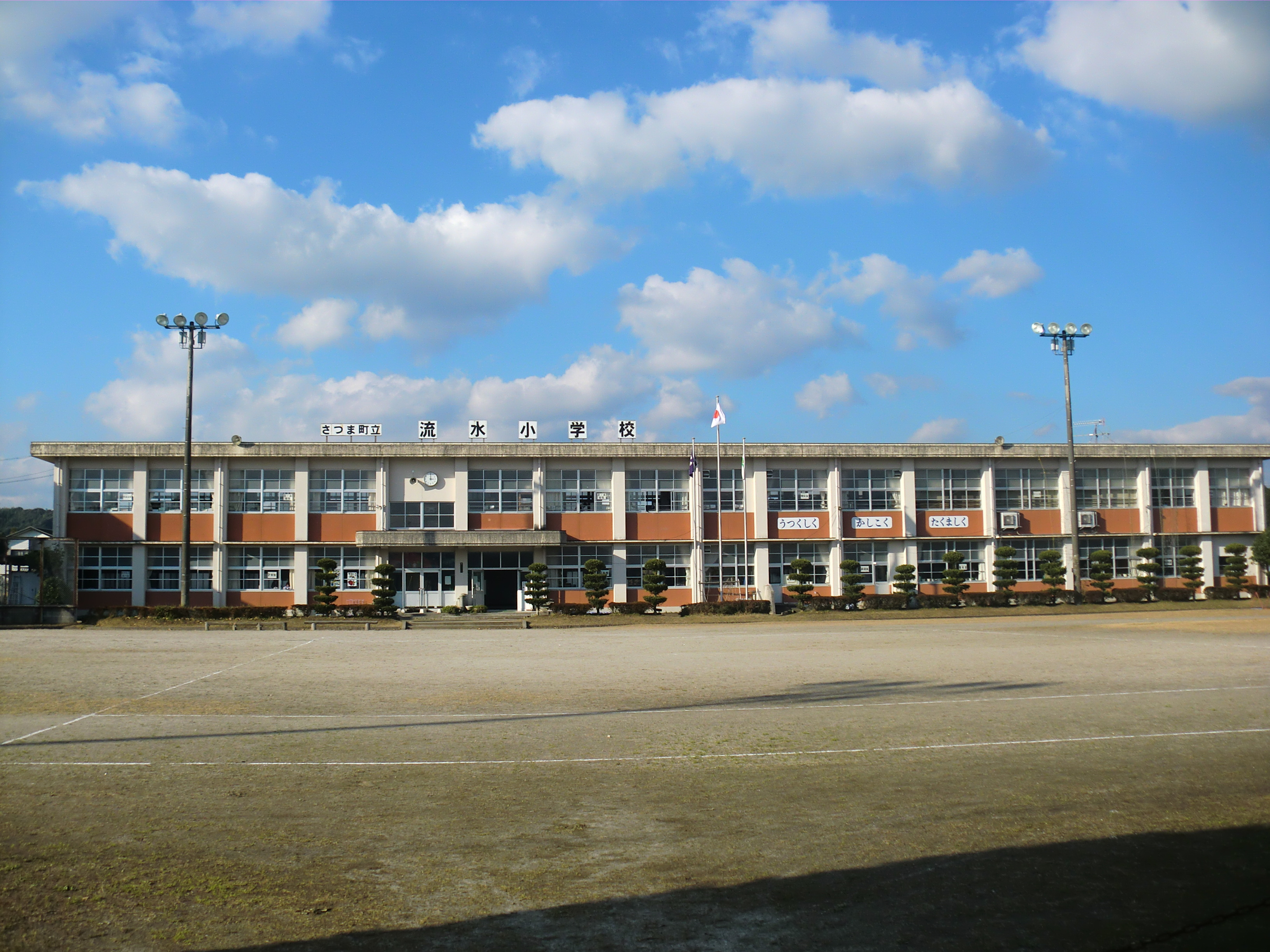
さつま町立流水小学校 (2022年3月31閉校）
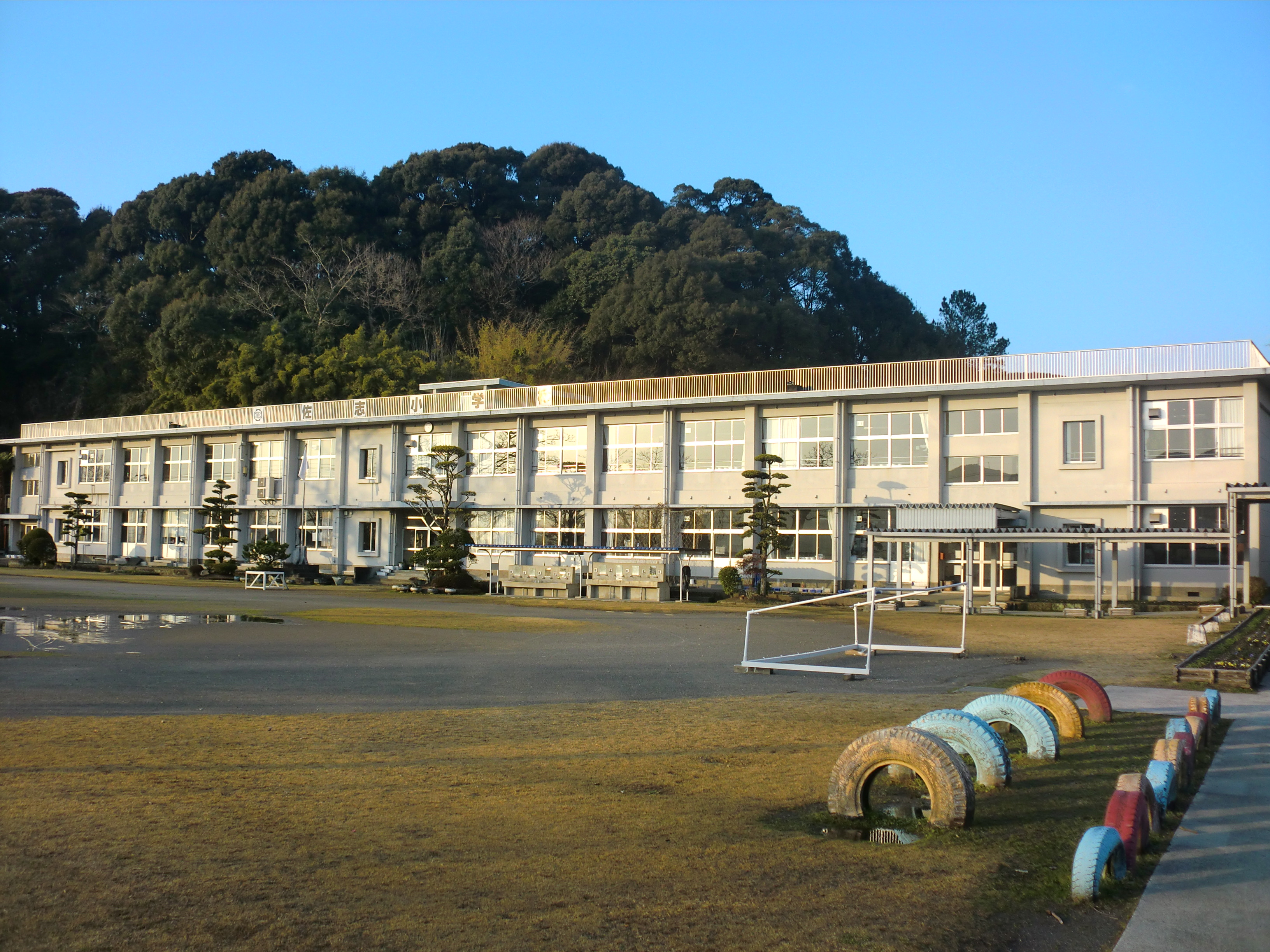
さつま町立佐志小学校
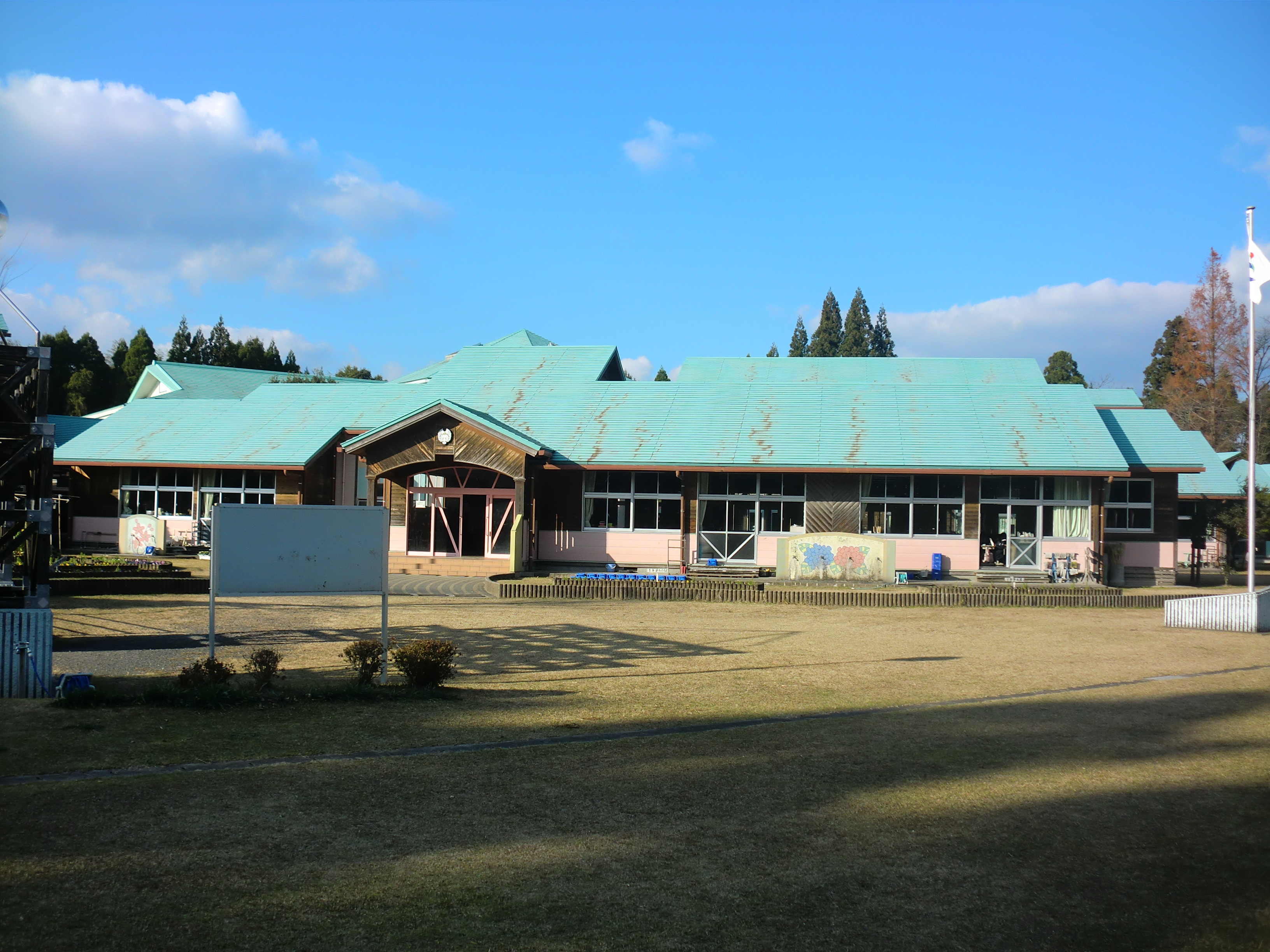
さつま町立鶴田小学校
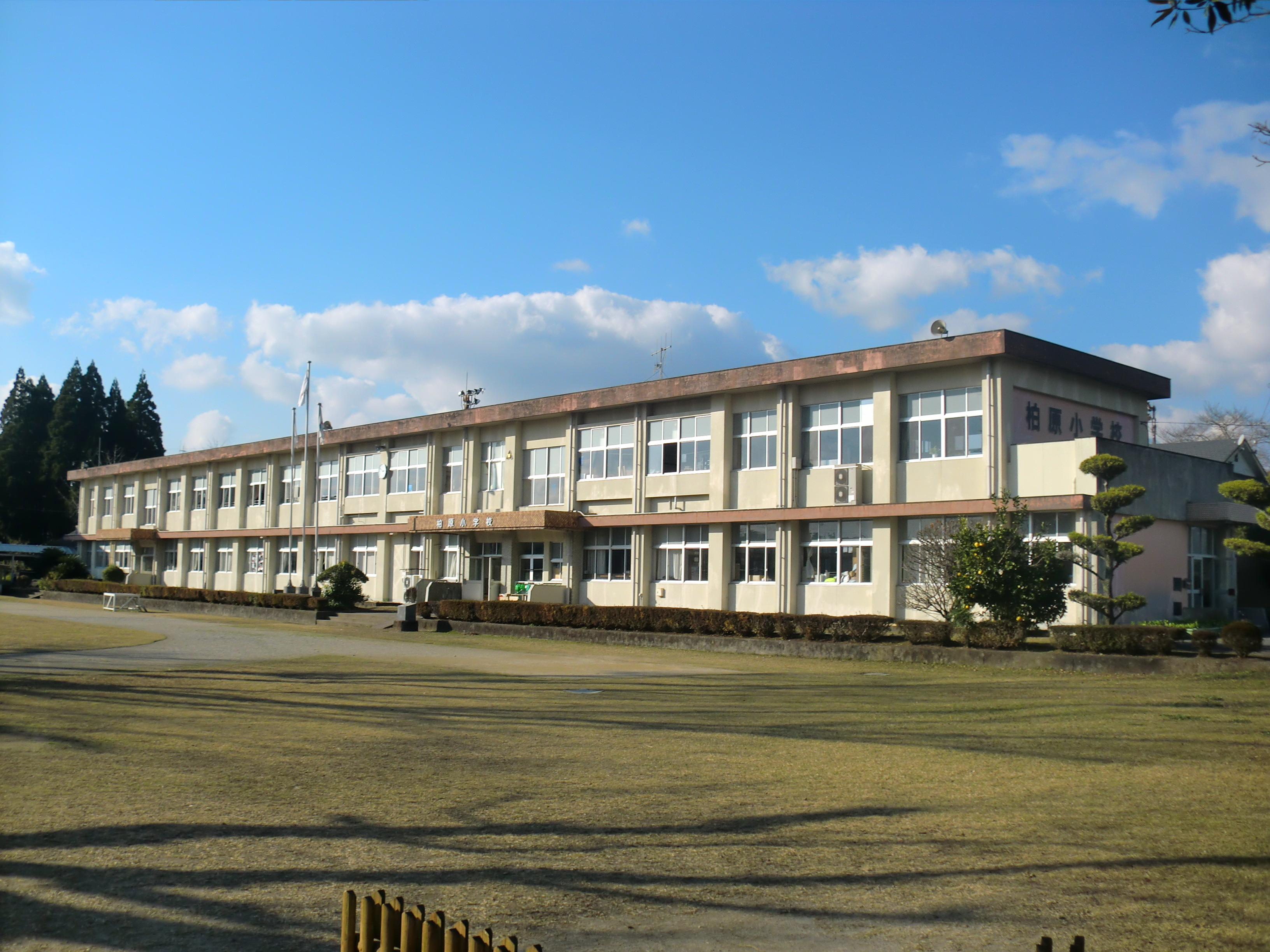
さつま町立柏原小学校
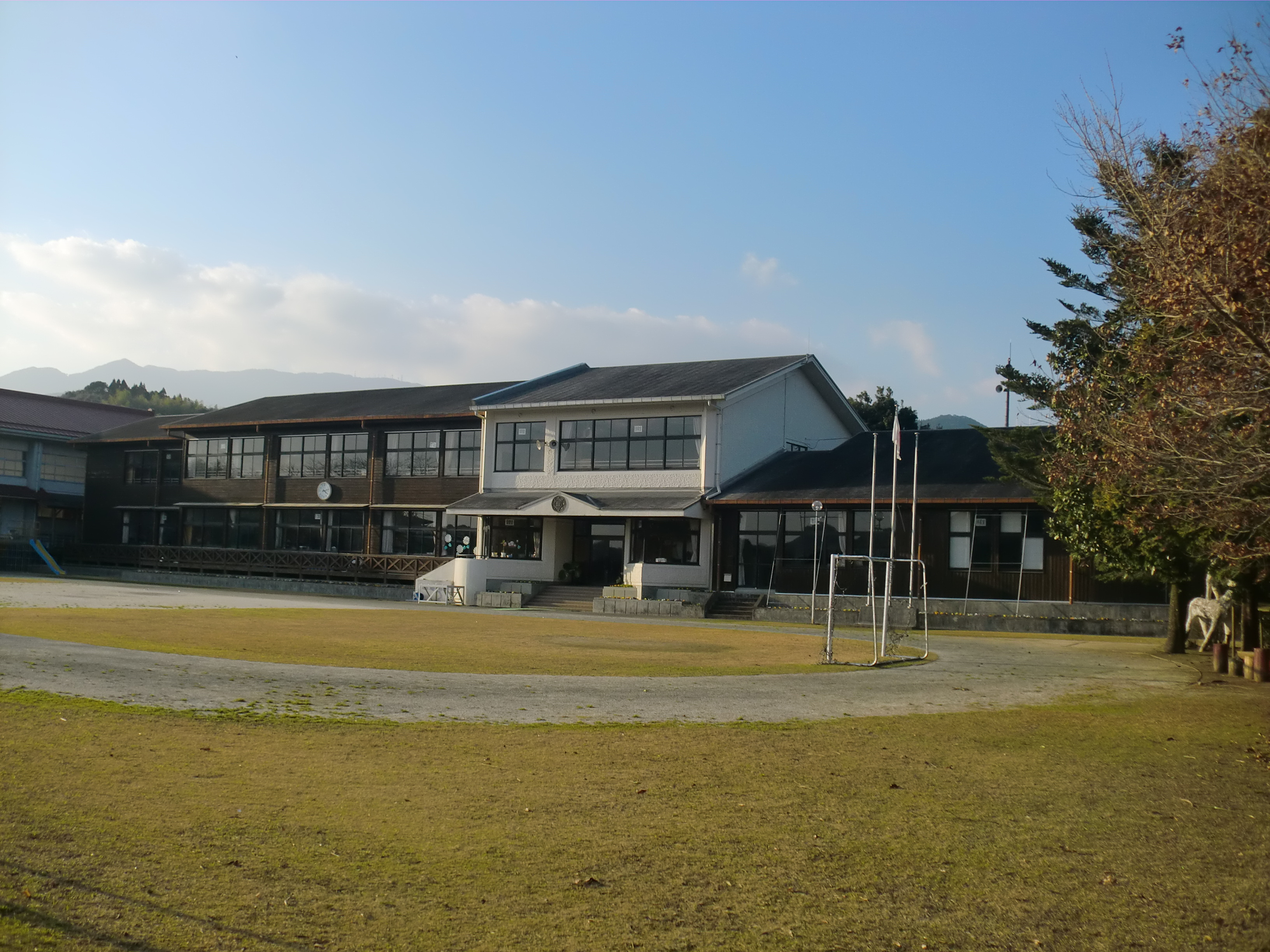
さつま町立紫尾小学校 （2016年3月31日閉校）
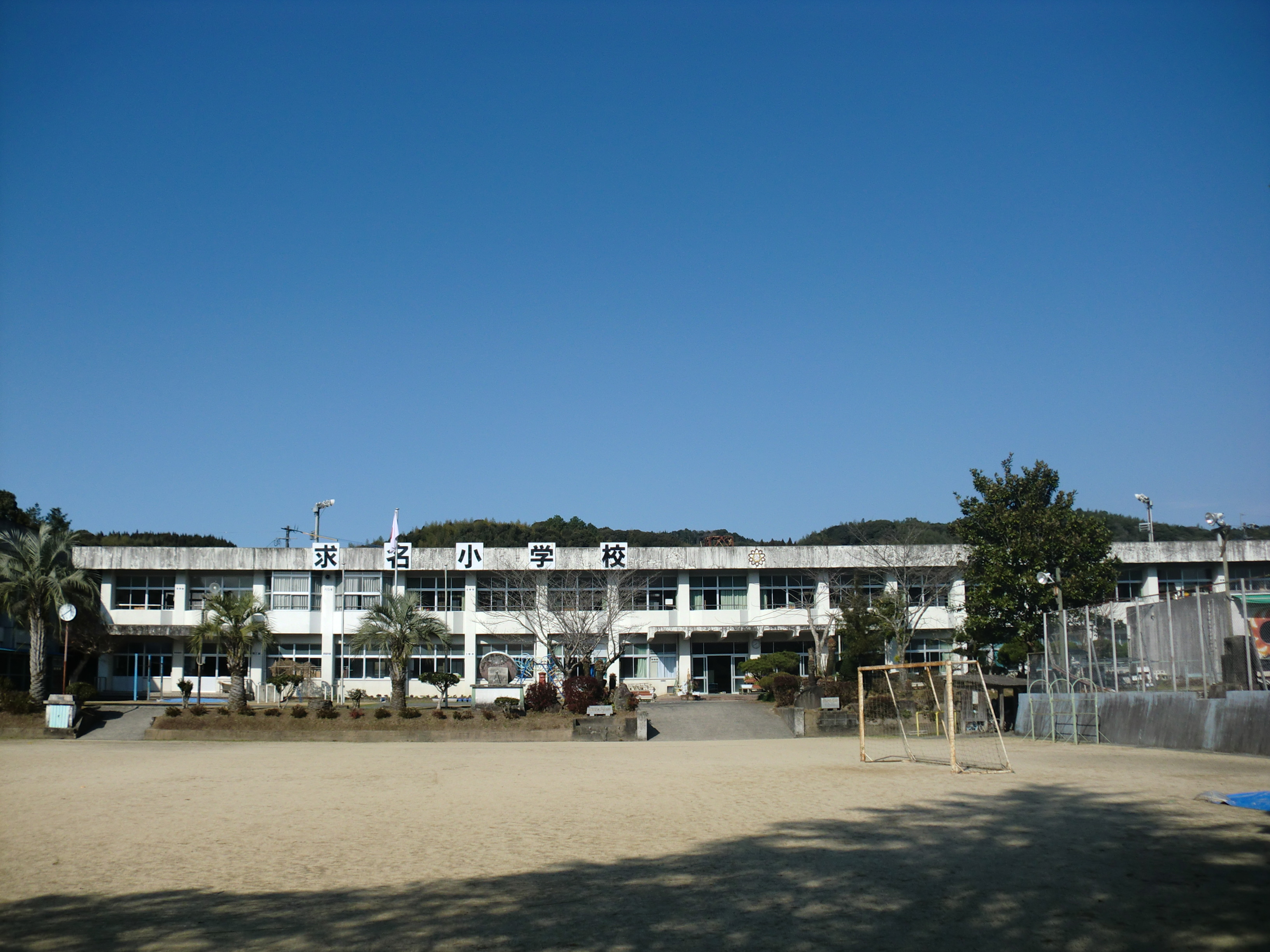
さつま町立求名小学校
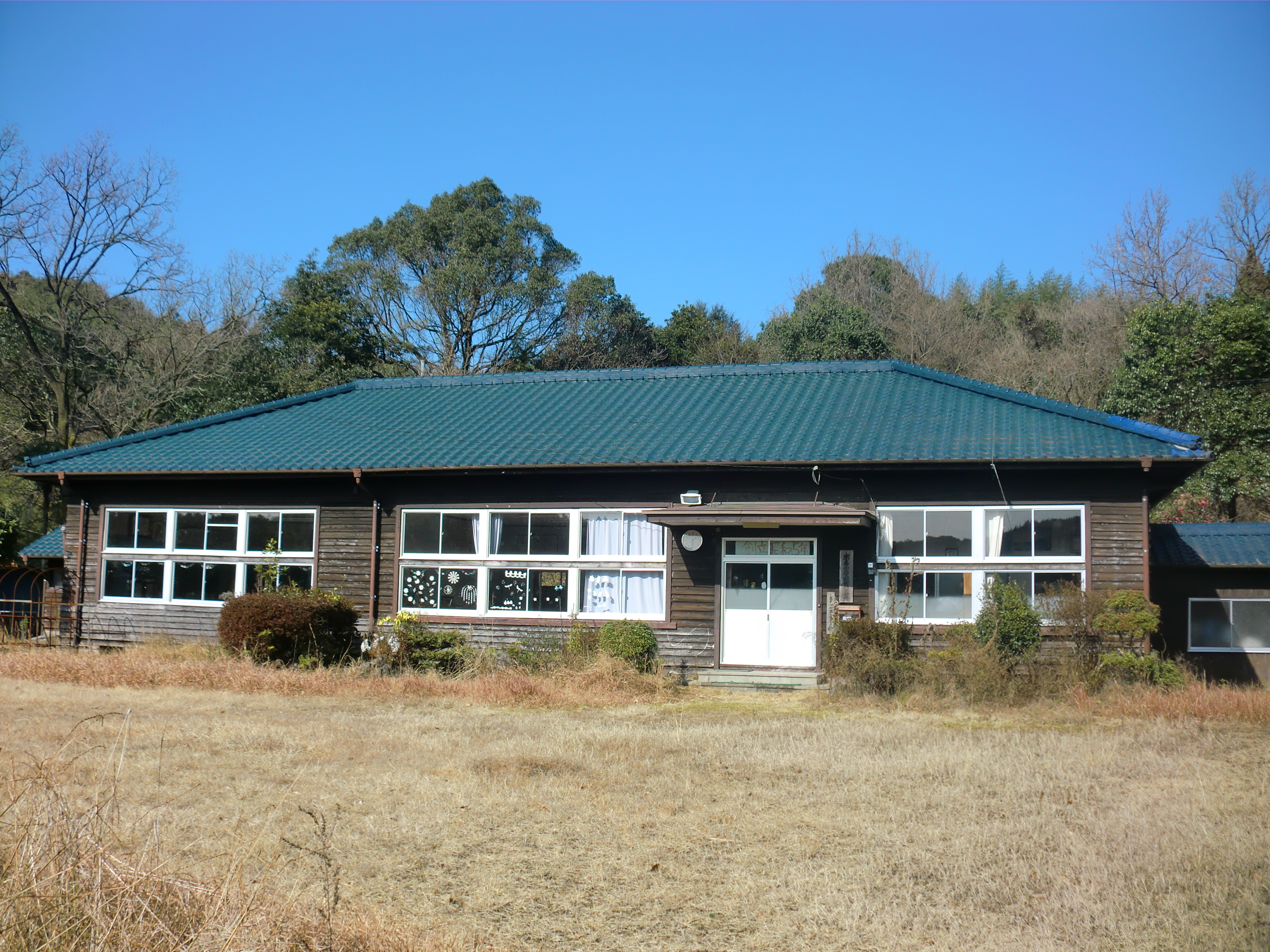
さつま町立求名小学校狩宿分校 （2010年5月1日閉校）
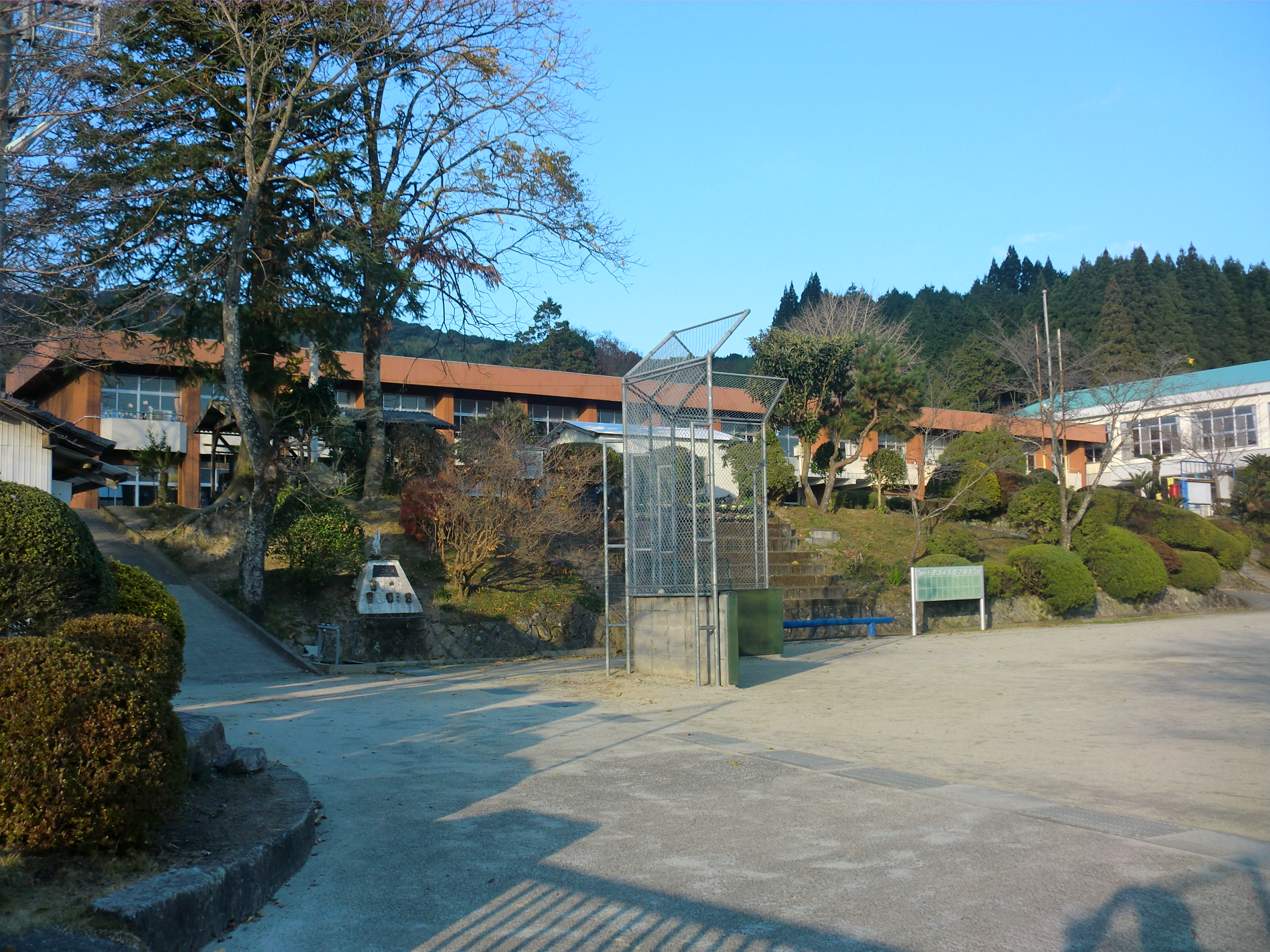
さつま町立永野小学校
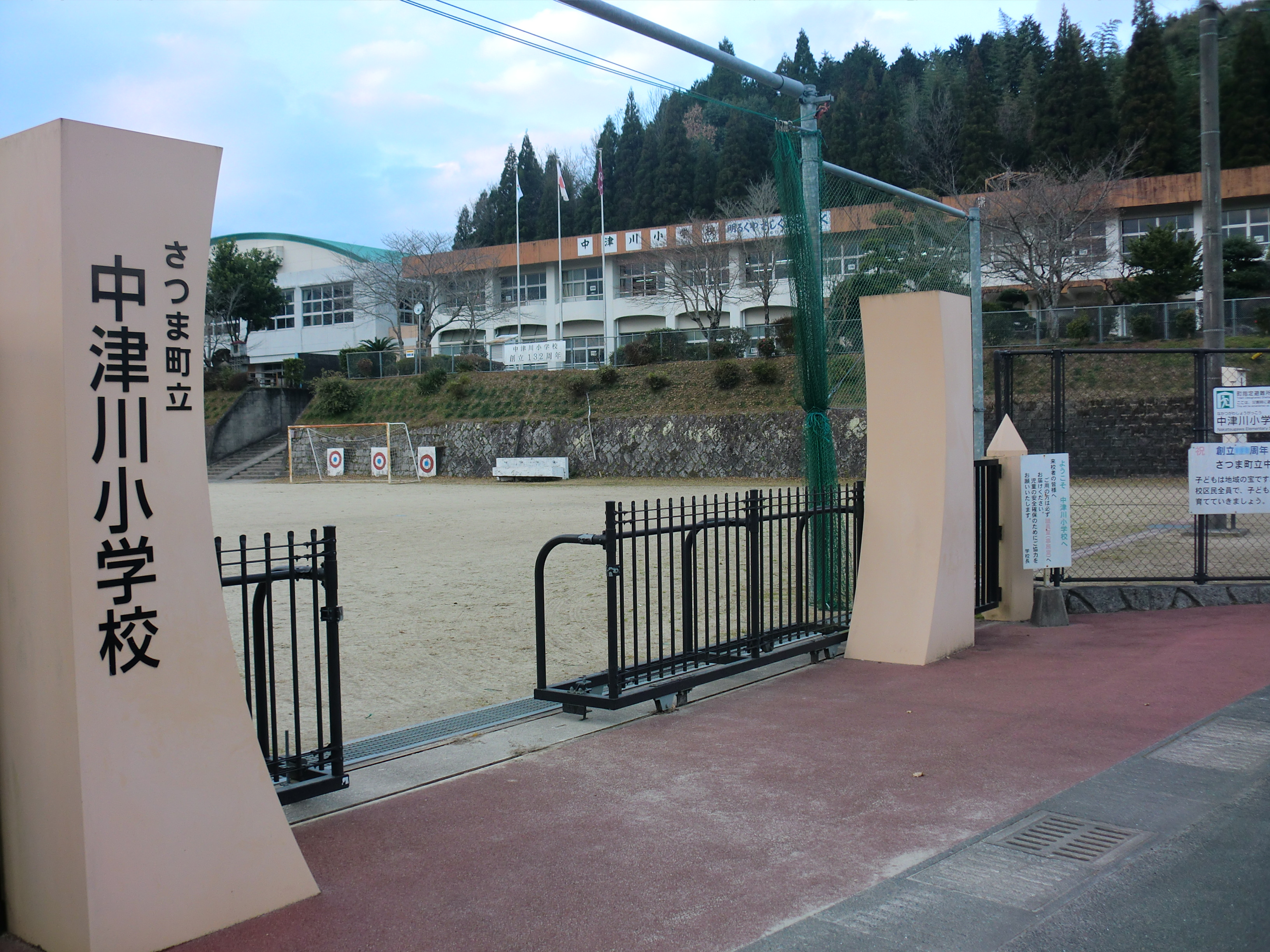
さつま町立中津川小学校

### 電話番号
市外局番は町内全域が「0996」。市内局番が「2X」～「5X」の地域との通話は市内通話料金で利用可能（川内MA）。収容局は宮之城局、平川宮之城局、宮之城鶴田局、山崎宮之城局、薩摩局、薩摩永野局、紫尾鶴田局。

### 郵便番号
郵便番号は、「895-17xx」「895-18xx」「895-21xx」（宮之城郵便局）、「895-22xx」（薩摩郵便局）が該当する。

## 交通

### 鉄道
- 町内に鉄道は通っていない。最寄りの駅は九州旅客鉄道（JR九州）・肥薩おれんじ鉄道川内駅。過去には日本国有鉄道（国鉄）宮之城線が通っており、以下の駅があったが合併前に廃止されている。
  -     - （川内駅） …  - 薩摩永野駅 - 広橋駅 - 薩摩求名駅 - 薩摩鶴田駅 - 薩摩湯田駅 - 佐志駅 - 宮之城駅 - 船木駅 - 薩摩山崎駅 - … （薩摩大口駅）

### バス
- 鹿児島交通 - 薩摩川内市中心部とさつま町を結ぶ。薩摩川内市旧樋脇町・旧入来町域を経由する。
  - 川内営業所 - 川内駅 - 市民病院前 - 樋脇支所前 - 市比野 - 入来町 - 入来鉄道記念館前
  - 川内営業所 - 川内駅 - 山崎町 - 宮之城駅 - 宮之城車庫
- 南国交通 - 伊佐市中心部（大口）とさつま町を結ぶ路線、阿久根市・出水市・鹿児島空港とさつま町内を結ぶ空港シャトルバス（鹿児島空港で乗降しない利用も可能）、さつま町内を運行する路線がある。
  - 大口 - 曽木 - 針持 - 求名 - 鶴田 - 宮之城
  - 阿久根市役所 - 阿久根駅前 - 野田駅前 - 高尾野駅前 - 出水駅 - 宮之城鉄道記念館前 - 薩摩支所前 - 永野 - 横川野坂 - 鹿児島空港
  - さつま町内
- JR九州バス（北薩線） - 鹿児島市中心部とさつま町を結ぶ。鹿児島市旧郡山町域、薩摩川内市旧入来町域を経由する。
  - 鹿児島駅 - 天文館 - 鹿児島中央駅 - 下伊敷 - 薩摩郡山 - 入来 - 山崎町 - 宮之城
- さつま町コミュニティバス - 町内7路線。コミュニティバスを称するが、南国交通が運行する金山線を除き要予約。

### 道路

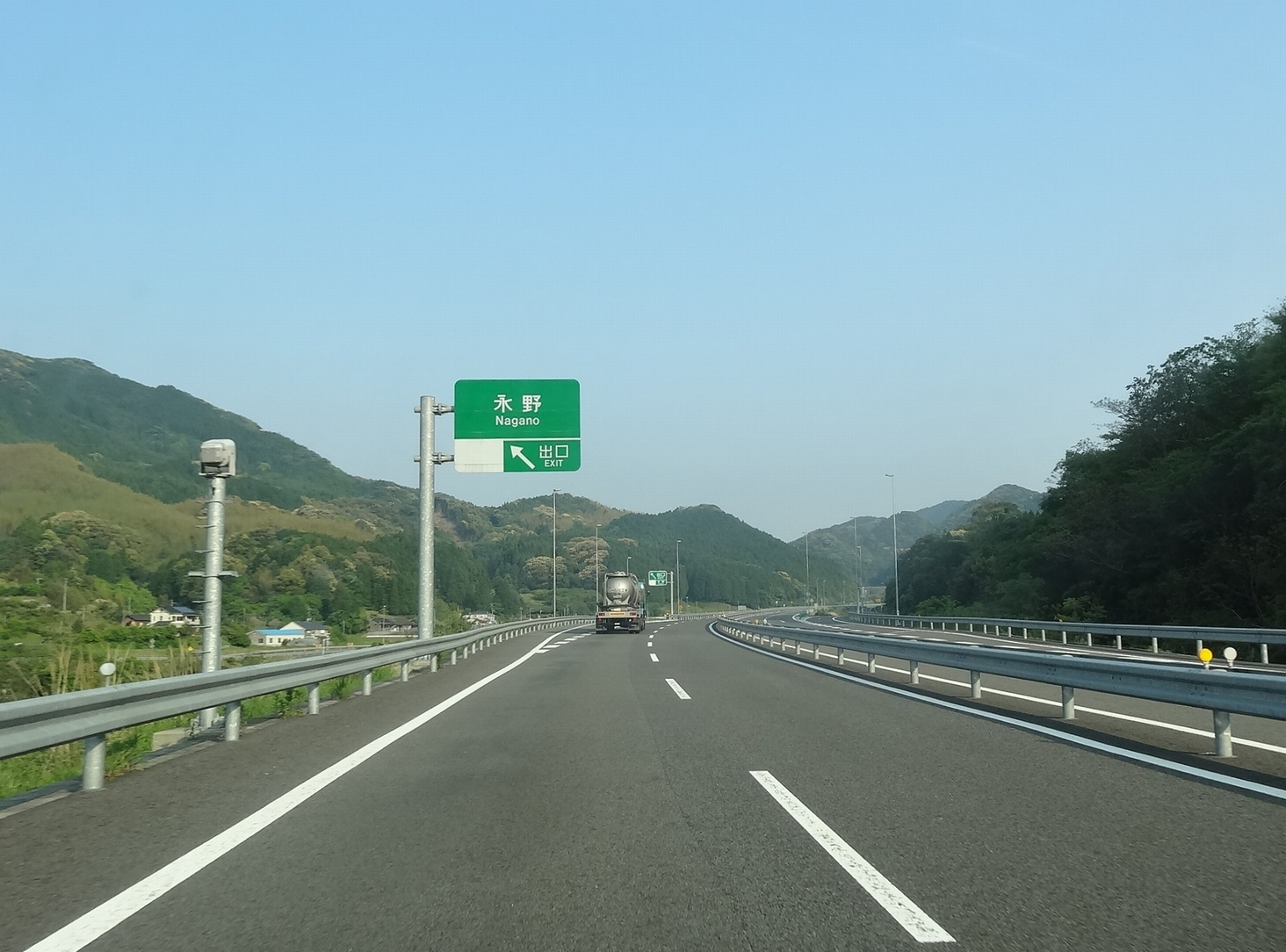
北薩横断道路（永野IC付近）

#### 地域高規格道路
北薩横断道路
- （霧島市） -  永野IC - さつま観音滝IC - さつま広橋IC - 佐志IC - （この間未開通） - さつま泊野IC きららIC - 北薩トンネル - （出水市）

その他、最寄りの高速道路のインターチェンジは九州自動車道横川ICあるいは溝辺鹿児島空港IC。
鹿児島県の発表によれば、佐志ICからさつま泊野ICまでの区間は一般道規格で建設する方針となっている。

#### 一般国道
- 国道267号
- 国道328号
- 国道504号

#### 主要地方道
- 鹿児島県道50号牧園薩摩線
- 鹿児島県道51号宮之城加治木線

#### 一般県道
- 鹿児島県道333号川内祁答院線
- 鹿児島県道344号東郷山田宮之城線
- 鹿児島県道392号薩摩山崎停車場線
- 鹿児島県道393号原口薩摩山崎停車場線
- 鹿児島県道394号山崎川内線
- 鹿児島県道396号薩摩祁答院線
- 鹿児島県道397号鶴田定之段線
- 鹿児島県道398号紫尾虎居線
- 鹿児島県道402号求名小川田線
- 鹿児島県道403号黒木新地線
- 鹿児島県道404号鶴田大口線
- 鹿児島県道405号久冨木蘭牟田線
- 鹿児島県道406号宮之城祁答院線
- 鹿児島県道407号針持永野線
- 鹿児島県道462号堂山宮之城線

## 名所・旧跡・観光スポット・祭事・催事

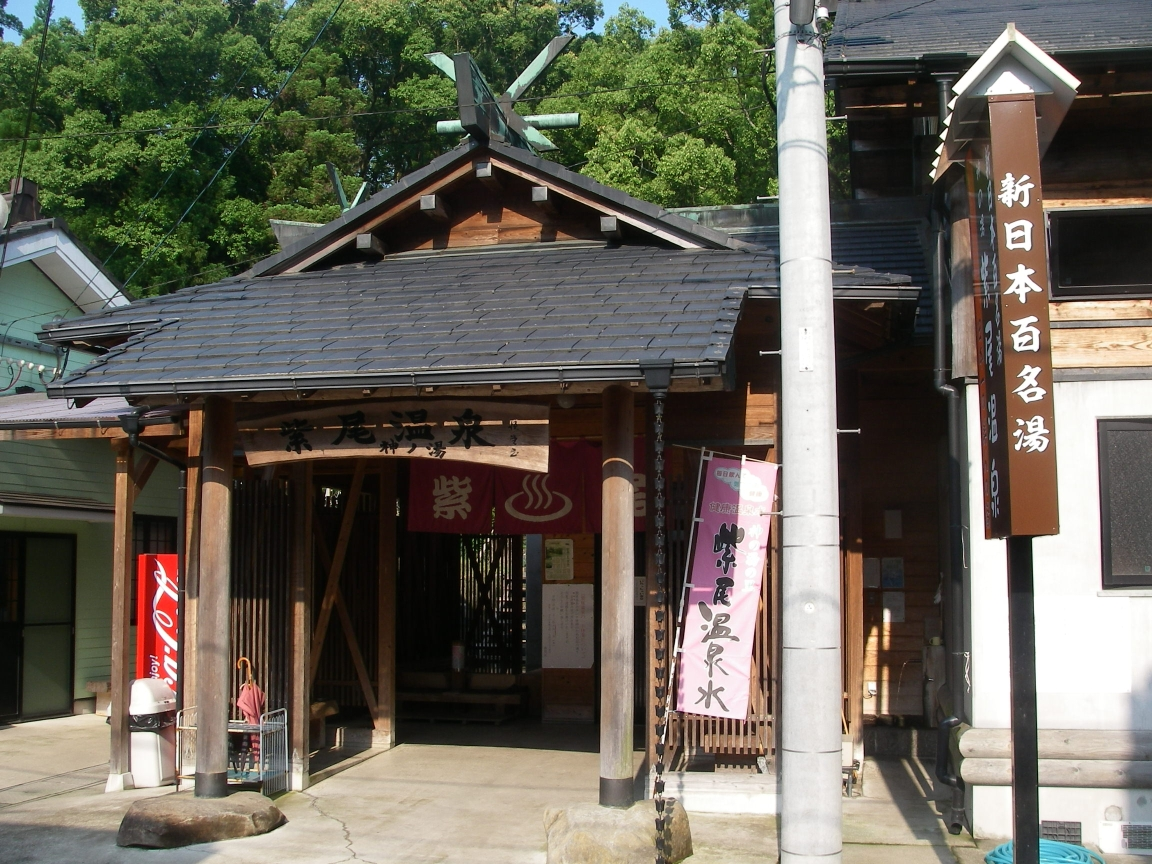
紫尾温泉

### 旧跡
- 1987年に廃止された旧国鉄宮之城線を後世に伝えるべく、記念館が建設された。
  - 宮之城鉄道記念館（旧宮之城駅跡）
  - 鶴田鉄道記念館（旧薩摩鶴田駅跡）
  - 永野鉄道記念館（旧薩摩永野駅跡）
- 興詮寺　鹿児島県唯一の廃仏毀釈を逃れた仏教建築が残る。

### 観光スポット
- 宮之城温泉
- 紫尾温泉
- 宗功寺公園
- 観音滝公園 - 公園内は観音滝の周辺に、宿泊施設やガラス工芸館、そうめん流しなどがある。
- 北薩広域公園

## 出身著名人
- 岩谷莫哀（歌人、旧宮之城村出身）
- 平田貫一（内務官僚、皇學館館長、近江神社宮司、神社本庁事務総長）
- 帖佐美行（彫金家）
- 東愛吉（軍人）
- 原田正純（医学博士）
- 瀬戸口清文（『おかあさんといっしょ』8代目たいそうのおにいさん）
- 徳留真紀（オートバイレーサー、さつま観光夢大使。旧宮之城町出身）
- 笹田美樹（MBCタレント・ラジオパーソナリティー）
- 上屋敷綾（バレーボール選手）
- 太田龍（プロ野球選手・読売ジャイアンツ）

### 縁のある人物
- 稼木美優（さつま観光夢大使。歌手）
- 田畑竜介（RKB毎日放送アナウンサー、両親が同町出身・在住）

### キャラクター
- さつまるちゃん